# 1984年の日本の女性史
1984年の日本の女性史（1984ねんのにほんのじょせいし）は、1984年（昭和59年）の日本における女性に関するできごとを時系列的に挙げる。参考文献は日本の女性史年表を参照のこと。
本項目は歴史研究としての女性史ではなく、日本における女性に関するできごとをある体系に基づいて述べようとするものではない。
- 1月30日 総理府婦人問題企画推進会議、「女子差別撤廃条約批准に関する要望書」を中曽根首相に提出
- 2月- 外務省国連局内に「女子差別撤廃条約批准準備室」設置
- 2月14日 衆議院予算委員会で自民党三塚議員、少女雑誌の過度な性表現を指摘、有害図書規制の法案化が問題化、雑誌の休刊・廃刊が相次ぐ。
- 2月15日 女優の黒柳徹子、ユニセフ親善大使に
- 2月25日 「企業の平等くずしを許すな2.25集会」 行動を起こす女たちの会・日本婦人会議・雇用平等法をつくる会 主催
- 3月22日 国連婦人の十年ESCAP地域政府間会議 開催、東京で、テーマ「国際協力への婦人の貢献」
- 4月1日 孝行嫁さん顕彰条例できる、静岡県引佐町
親の介護が長期化・重度化、かつ老老介護化という問題が既に現実になりつつあり、この意味で、親と同居する嫁への期待は大きくなるばかりだった。
- 4月19日 労働省「雇用の分野における男女の均等な機会及び待遇の確保等に関する法律案」（男女雇用機会均等法案）を婦人少年問題審議会へ諮問
- 4月27日 プランタン銀座、ダイエー系百貨店 開店、業界初の女性社長 石井智恵子、社員7割以上が女性
仕事を持つ若い女性をメインターゲットにした。
- 5月4日 厚生省「'83年度全国母子世帯調査」、離婚家庭数（35万2500）が死別家庭数（25万9300）を初めて上回る。
- 5月11日 日本政府、婦人少年問題審議会の答申を受け「男女雇用機会均等法案」を閣議で一部修正の上法案化
- 5月10日 防衛庁、85年度から防衛医科大学校に女子の受験を認めることを決定　85年度、女子8人入学
- 5月21日 国籍法・戸籍法改正、父母系血統主義を採用
出生時に父・母のどちらかが日本国民ならば子は日本国籍を取得できる。それまでは父系血統主義で、子の日本国籍の取得は、父が日本国民である場合に限られた。
- 5月30日 厚生省、人口流産剤プレグランディンを承認、劇薬指定で優生保護指定医にのみ使用を認める。
- 6月4日 文部省、「家庭科教育に関する検討会議」を発足
- 6月8日 家庭科の男女共修をすすめる会、森文部大臣に家庭科の男女共修実現を要請して1万2000人の署名を提出
- 6月14日 横浜地方裁判所、外国人登録法の指紋押捺拒否のアメリカ人女性に罰金1万円の判決
- 6月- 東京都老人総合研究所「高齢者を抱えた主婦の生活と意識調査」、親と同居していても自分の老後は子どもと別居を望む人が多い。
- 7月1日 労働省、婦人少年局を再編整備し「婦人局」を設置
- 7月3日- 行動を起こす女たちの会、衆議院社会労働委員会で均等法の審議を傍聴、多数の女性が傍聴し「女の国会」と呼ばれる。
- 7月21-22日 地方自治体婦人団体による初めての全国レベル女性会議「日本女性会議'84なごや」開催
- 7月27日 雇用の分野における男女の均等な機会及び待遇の確保を促進するための関係法律案（男女雇用機会均等法案）、衆議院本会議で可決
- 7月- 富士銀行が初の女性向け金融商品「ポシェット」、住友海上火災が女性専科の損害保険「積立女性保険」発売
以後、各都市銀行・損保会社が続々と女性向け金融商品を発売
- 9月21日 東京・渋谷の東急デパート、「女性の、女性による、女性のための」売場開発、仕入れ・販売・売場のレイアウトまで全て女性という衣類売場
- 9月- 総理府「婦人に関する世論調査」、男女の地位は平等になっていない73.9%、自立できれば結婚を望まない女性3割を超える。
- 10月6日 大阪高等裁判所、「浮気した亭主は、妻の浮気相手から慰謝料を取れない」と判決
- 10月6日 全米オープンゴルフ選手権で岡本綾子、日本人初の優勝
- 10月20日 労働省、84年版「婦人労働の実情」、女子雇用者の大幅増と中高年齢化・有配偶化・高学歴化・勤続年数の長期化、既婚女性のうち共働き女性が家事専業者を上回っていることなど指摘
- 10月27日 フィリピン女性をキャバレーに斡旋していた元暴力団組長逮捕、1982年以降百数十人のジャパゆきさんを斡旋
- 10月- 「夫婦別姓選択制をすすめる会」結成
夫婦別姓選択制は日本国憲法第24条「婚姻における両性の平等」を基に十分立法の根拠があると考え、当初から民法改正によって実現させることを目標にし、法務大臣・法務省・国会議員へ精力的な働きかけを行った。
- 10月31日 司法試験合格者、女性52人、過去最高
- 11月- 尿検査で妊娠を判定する「ノプレル」発売、ユースキン製薬　以後、同種の妊娠判定薬続々発売される。
- 11月- 三浦朱門文化庁長官、「女性を強姦する体力がないのは男として恥ずべきことだ」と雑誌で発言
- 12月12日 最高裁が「札幌税関検査事件」で「検閲に当たらず合憲」と上告棄却
- 12月16日 カネボウ、女性用の養・育毛剤薬用紫電改を発売、100ml入り2300円
- 12月26日 85年度の長野県小学校教員採用試験に合格、採用内定の在日韓国人女性に対し、国籍を理由として文部省指導に従って県が内定を取り消していたことが判明

## この年
- 日本銀行、文科系大卒女子を初採用
- 過疎化から嫁不足に悩む山形県朝日村・大蔵村、フィリピン女性との国際結婚を推進、昭和61年には19組結婚
- 母子保健法改悪に反対し母子保健のあり方を考える全国連絡会 発足、毛利子来等
- コマーシャルの中の男女役割を問い直す会 発足、兵庫で、世話人は吉田清彦・小川真知子 等